# Bureau des Pauvres de Sainte-Famille
La fin du XVIIe siècle est marquée pour les Canadiens Français par une période de difficultés socio-économiques. En résultat du nombre grandissant de pauvres, on mit sur pied en Nouvelle-France trois Bureaux des Pauvres en 1688, soit à Montréal, à Trois-Rivières et à Québec.
Fonctionnant selon le modèle établi par les Français, ces bureaux étaient chacun constitués d’un directeur des pauvres, d’un directeur-trésorier, d’un directeur-secrétaire et d’un curé.
Le bureau de Québec, remplacé en 1693 par l’Hôpital Général, est rétabli par le Conseil souverain en 1698 à Sainte-Famille de l’Île d’Orléans. Ainsi, après un discours du père Le Blanc le 27 mars de la même année, la population élit les membres disposés à administrer le bureau. C’est ainsi que pour les deux années suivantes, les membres du  Bureau des Pauvres de Sainte-Famille ramassèrent des dons et les redistribuèrent aux familles dans le besoin. Ils durent par ailleurs mettre en pension à leurs frais des enfants abandonnés.